# Hikaru Nakahara
Hikaru Nakahara (中原 輝 Nakahara Hikaru?), född 8 juli 1996 i Kumamoto prefektur, är en japansk fotbollsspelare.
Nakahara började sin karriär 2019 i Roasso Kumamoto.